# قايدو كارب
قايدو كارب (بالألمانية: Guido Karp)‏ هو مصور ألماني، ولد في 23 يناير 1963 في ماين في ألمانيا.

## وصلات خارجية
- قايدو كارب على موقع ميوزك برينز (الإنجليزية)
- قايدو كارب على موقع ديسكوغز (الإنجليزية)